# Gammel Skagen

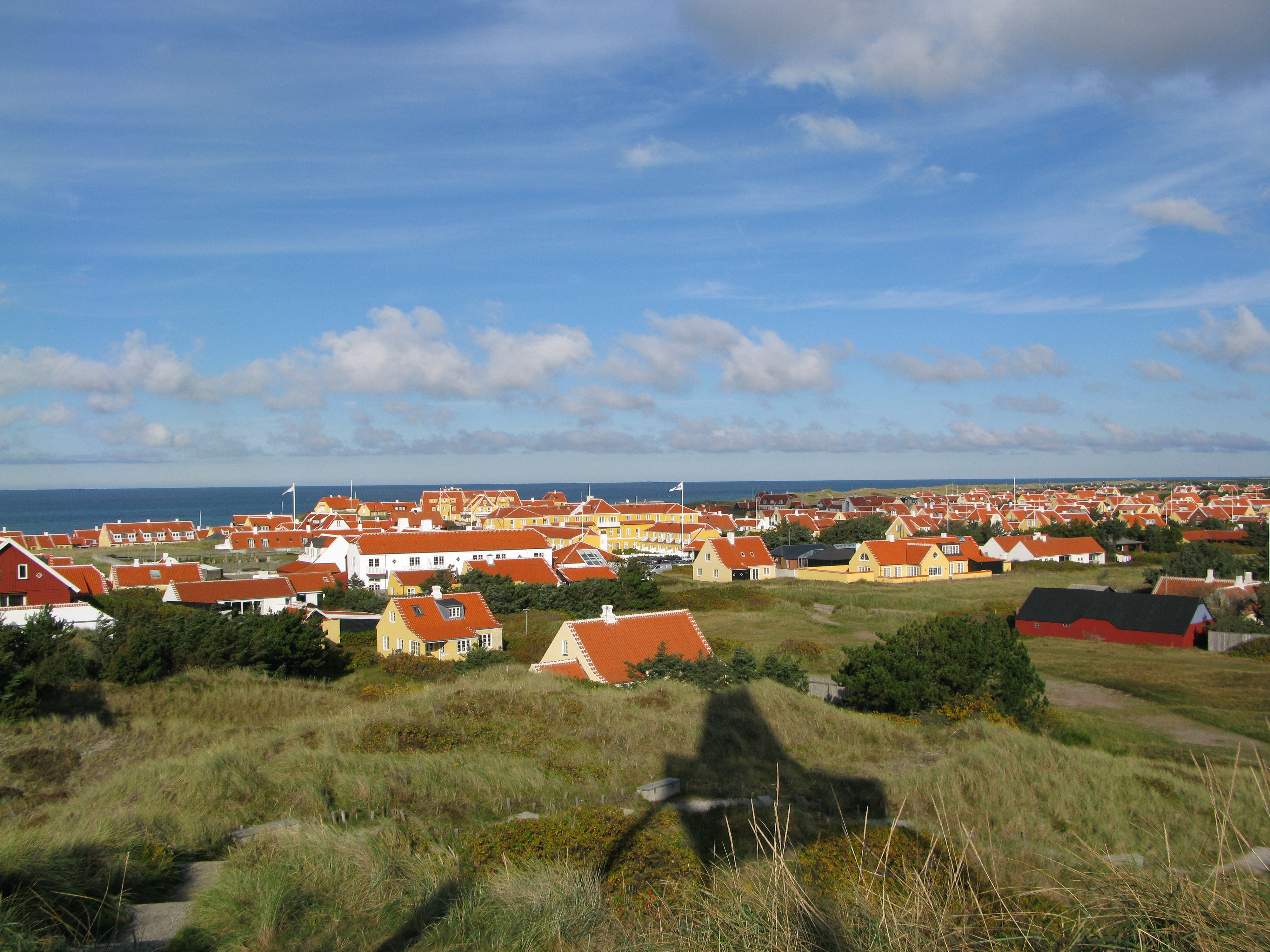
Gammel Skagen med dess karakteristiska hus i "skagengult" med röda tak

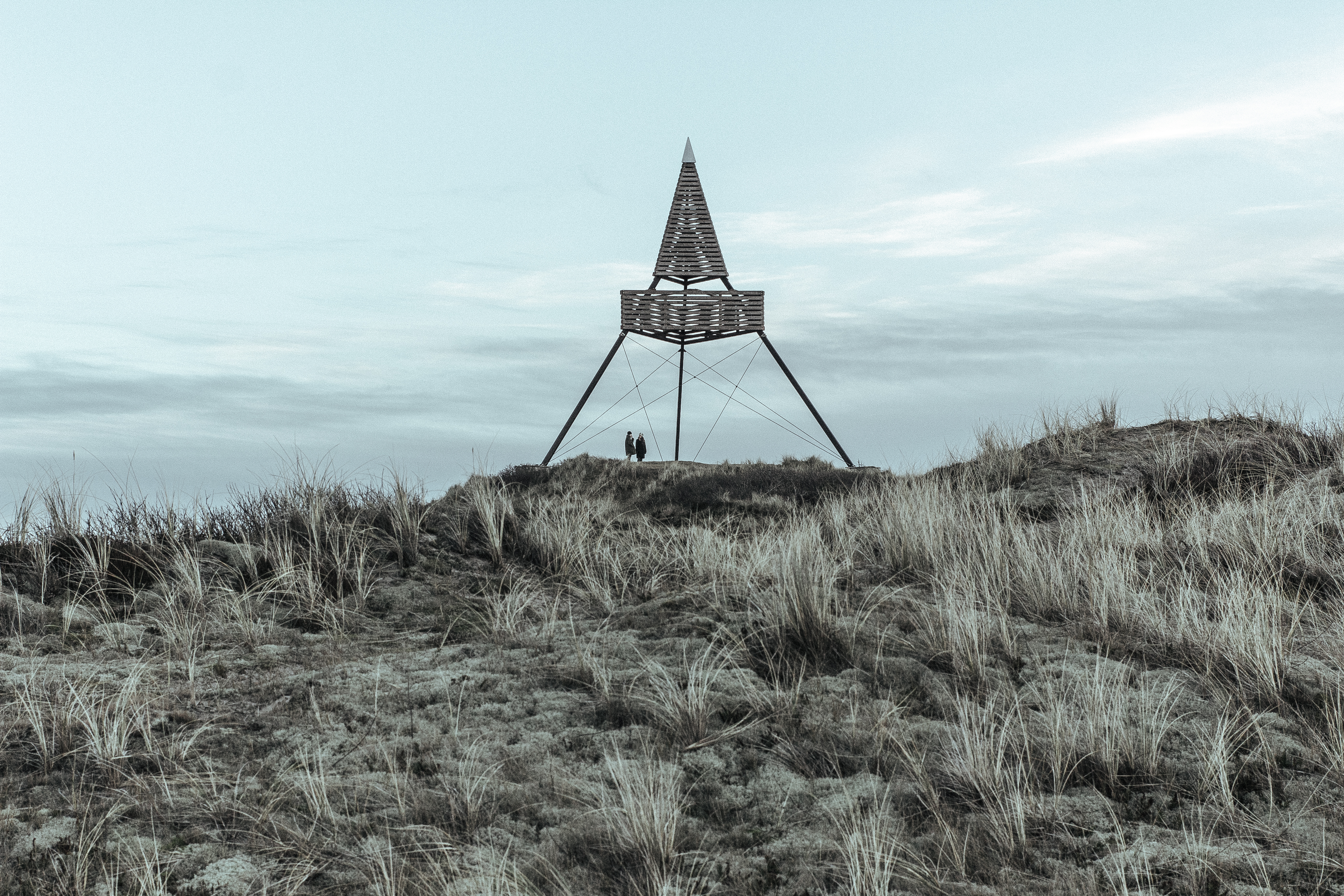
Båken på Kikkerbakken

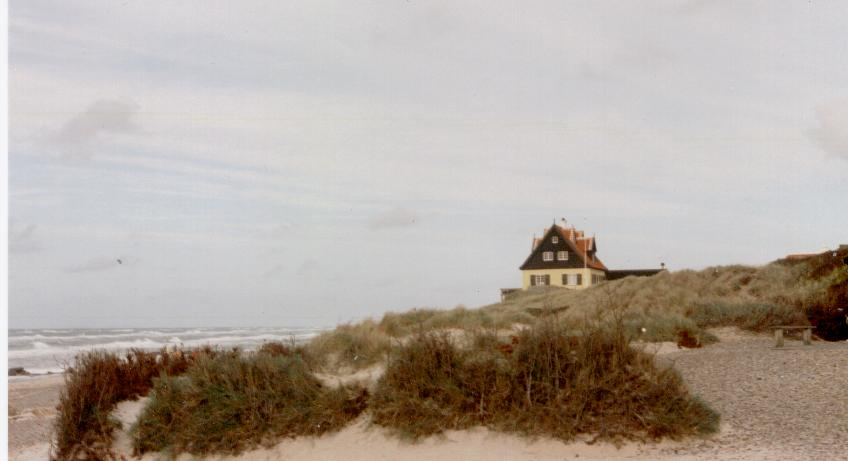
Sanddyner vid Gammel Skagen

Gammel Skagen, ursprungligen och officiellt Højen, är den västra och äldre delen av Skagen i Nordjylland i Danmark. Stadsdelen var en gång i tiden ett fiskeläge, när den uppstod i tidig medeltid. I dag är det framför allt en feriehusby.

## Historia

### Bakgrund
Højen började bebyggas på 1100-talet och var på 1400-talet en bebodd fiskeby. Parallellt bedrevs visst jordbruk. På 1300-talet uppstod Vesterby strax norr om Højen, vilken därefter övertog Højens position som centralort i Skagen.
1413 fick Skagen privilegier som köping, trots att staden både saknade gator och torg och mestadels bestod av utspridda hus vid kusten i öster samt i Højen vid Nordsjön. Detta till trots var Skagen (hela orten, mestadels vid Højen) en tid den största i hela Vendsyssel med cirka 1500–2000 bosättare. Runt år 1400 hade Sankt Laurentii kyrka ("Den tilsandede kirke") byggts, i nära anslutning till Højen.

### 1800- och 1900-talet
I slutet på 1800-talet blev det en turistdestination. Strandfogden Rudolph Jeckel öppnade 1888 Jeckels Hotel och Emma och Hans Ruth 1904 Badepensionat Vesterhus, numera Ruths Hotel.
När Skagens hamn färdigställdes 1907, flyttade många av invånarna i Højen dit. De attraktiva fiskarstugorna köptes upp av sommargäster, vilka då hade börjat bli mångtaliga i Skagen. Parallellt lät ett antal rika borgarfamiljer anlägga sommarhus, ofta från framträdande lägen uppe på de höga dynerna.

### Senare år
De små hotellen i Højen omvandlades under 1980-talet till andelsboende. Sedan denna tid återstår inte längre många åretruntboende, även om de gamla husen i många fall bevarats i ursprungligt utseende med gulkalkade fasader, rött taktegel och vita detaljer.
Området går ned till badstranden Gammel Skagen Strand i Tannis Bugt och präglas numera av erosion och sandflykt, som har förstört en del av husen. Højen Station, invigt 1890 och i drift till 2005, låg tidigare också nära Højen.

### Fyr och sjöräddning
År 1892 uppfördes uddens andra fyr i själva byn Højen. Den var i tjänst till 1956, då den hotades av stranderosion, ersattes av fyren Skagen Vest 2,5 kilometer åt ostnordost. Fyren i Højen revs via sprängning 1976. I Højen fanns från 1869 en sjöräddningsstation, kompletterad med filialstationen Højen-Vest. Räddningsbåten drogs in 1975.

## Sevärdheter i och omkring Gammel Skagen
- Solnedgangspladsen, vid Vesterhavet[9]
- Kikkerbakken strax bredvid samhället, med en hög båk. Ett areal på 2,8 hektar fridlystes 1937 för att hindra bebyggelse och annat, som skulle kunna hindra allmänhetens tillträde. Det är nu gräsbevuxet.
- Poul Henningsens feriehus från 1964, som är ett prefabricerat seriehus från Myresjöhus, som Henningsen själv ritat.

## Bildgalleri

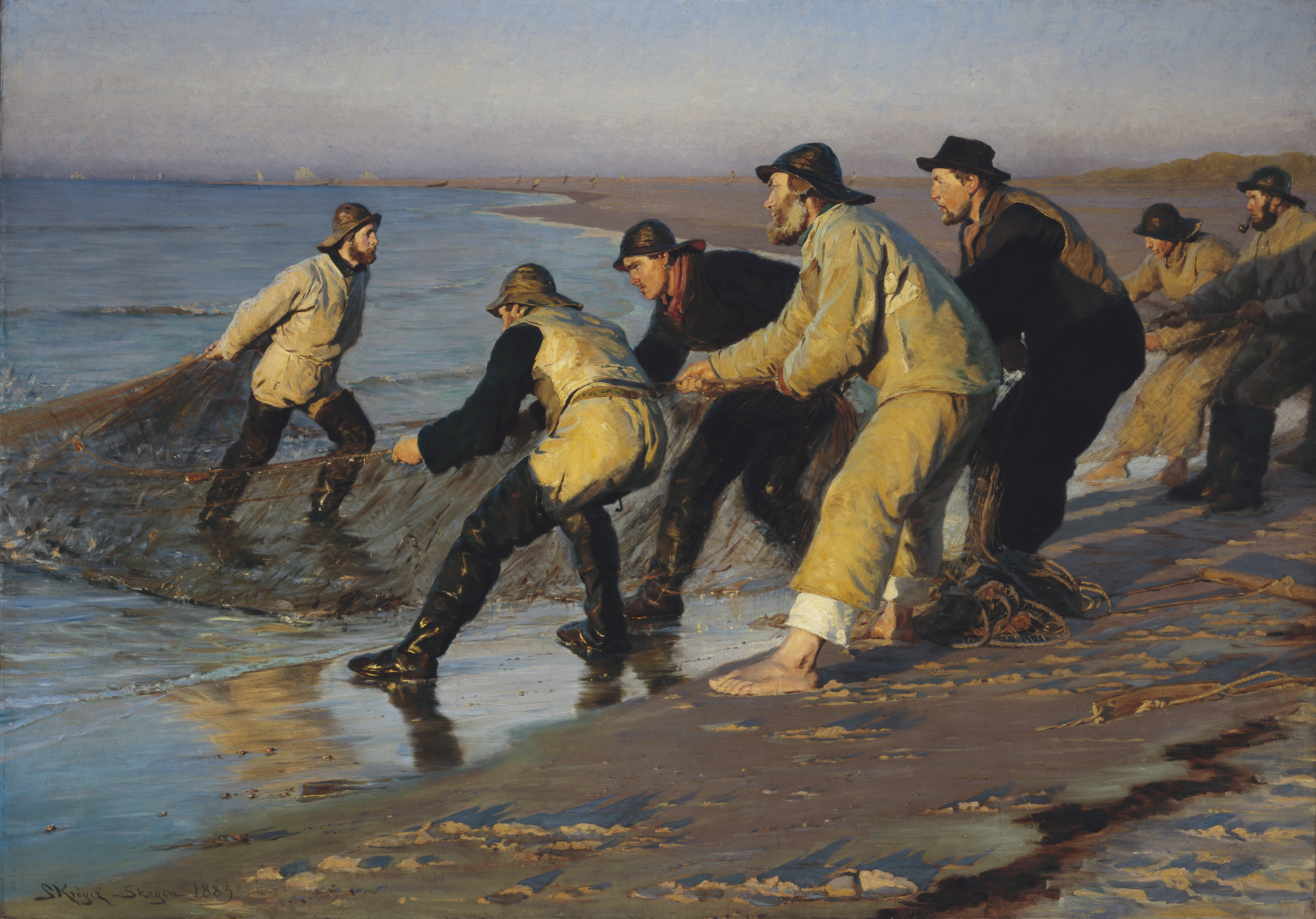
Fiskere trækker vod, målning av Peder Severin Krøyer, 1883
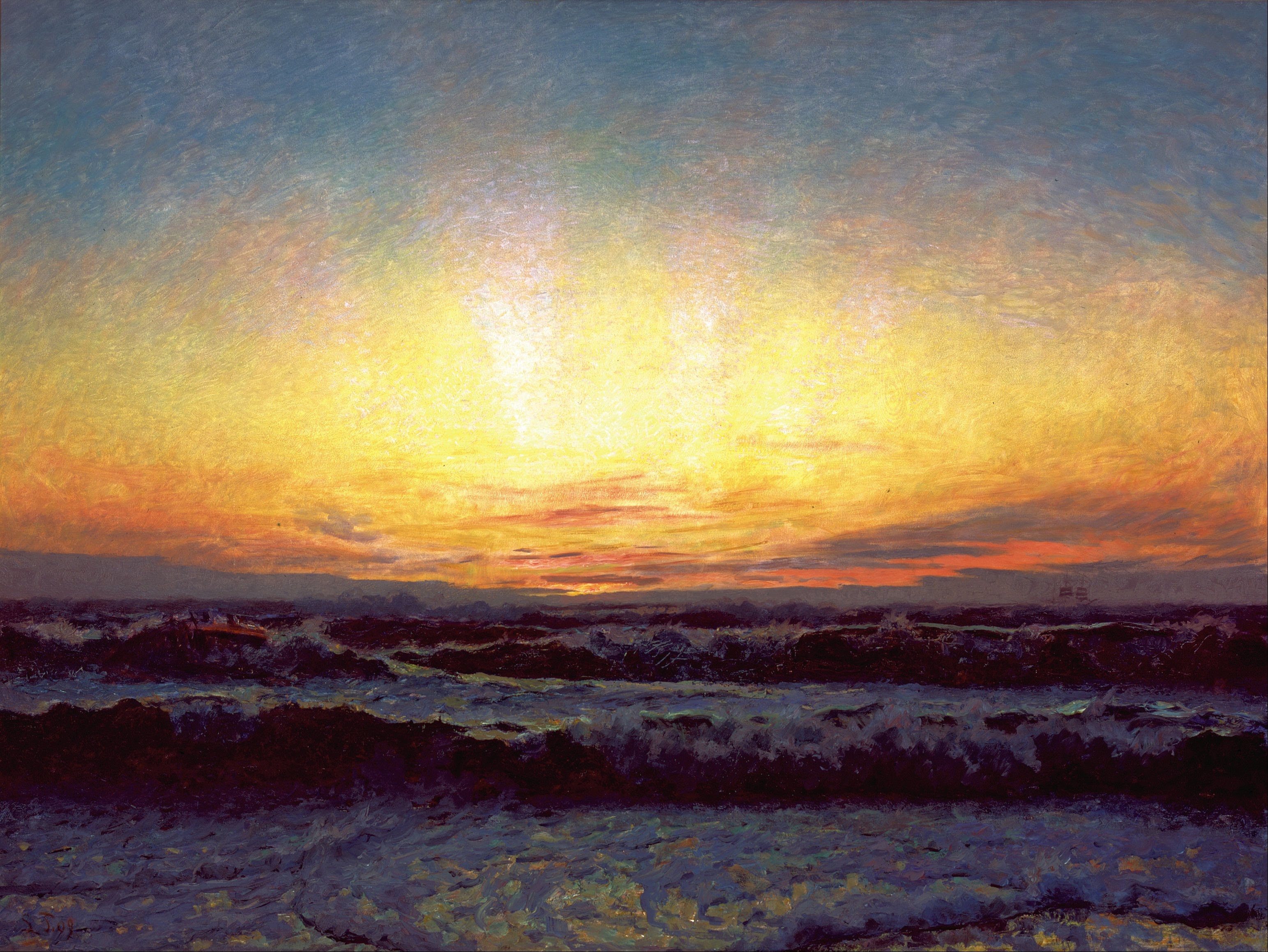
Nordsøen i stormfuldt vejr ved Gammel Skagen Strand, målning av Laurits Tuxen
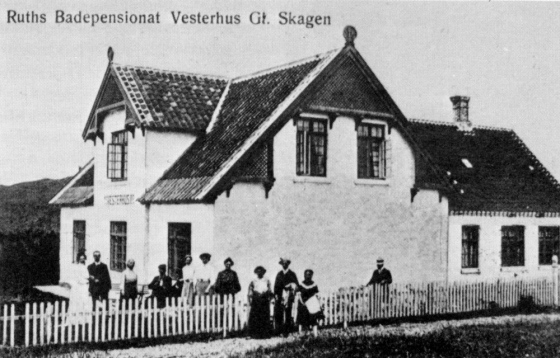
Badepensionat Vesterhus, senare Ruths hotell, 1910